# アレクサンドラ・ド・リュクサンブール
アレクサンドラ・ジョゼフィーヌ・テレサ・シャルロット・マリー・ヴィレルミーヌ・ド・リュクサンブール（Alexandra Joséphine Teresa Charlotte Marie Wilhelmine de Luxembourg, 1991年2月16日 - ）は、ルクセンブルク大公アンリとキューバ生まれの妻マリア・テレサ大公妃の長女。ルクセンブルク大公女およびナッサウ公女の称号を持つ。大公位継承順位第7位。

## 経歴・人物
アレクサンドラはアンリ大公夫妻の5人の子供たちのうち4番目に生まれた長女で、唯一の女子である。ギヨーム、フェリックス、ルイの三人の兄、そして1歳年下の弟セバスティアンがいる。
長年、曾祖母のシャルロットやその姉のマリー＝アデライドがルクセンブルクの統治者になっているにもかかわらず、ルクセンブルク大公家の相続はサリカ法に基づいているため、女子であるアレクサンドラに継承権はなかったが、2011年6月、父アンリ大公によって継承権が与えられ、長兄ギヨーム、次兄フェリックスに次いで第3位（現在はギヨームに1人、フェリックスに2人子が生まれたため6位）となった（三兄ルイは結婚の際に継承権を放棄しているため継承権は無い）。
2017年11月に母のマリア・テレサ大公妃の代役で父のアンリ大公と共に日本国を訪問。訪問に際して日本国政府より宝冠牡丹章が贈与された。
2022年11月、ニコラ・バゴリーとの婚約を発表。2023年4月22日に市民婚を、同月29日に宗教婚を行った。